# Bajondillo-Höhle

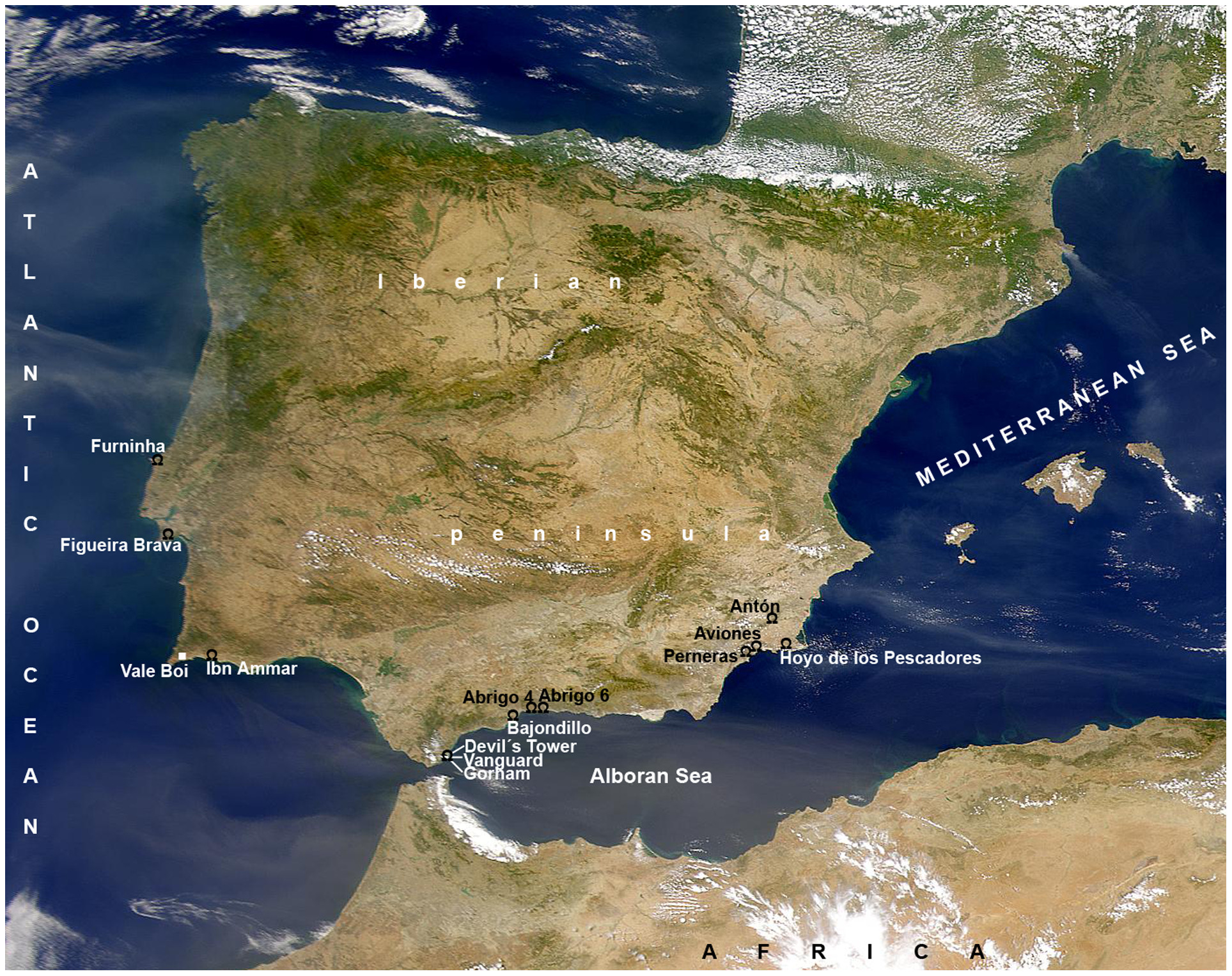
Karte der Iberischen Halbinsel, darauf eingetragen Fundorte von Meeres-Mollusken aus dem Mittelpaläolithikum. Die Bajondillo-Höhle befindet sich in der Mitte, unten.

Die Bajondillo-Höhle ist eine archäologische Fundstätte im Stadtteil El Bajondillo von Torremolinos im Süden von Spanien. In dieser Höhle wurden die bislang ältesten Belege für den Verzehr von Schnecken und Muscheln durch Neandertaler entdeckt.
Die Höhle – ein Abri – ist ungefähr 30 Meter lang und entstand innerhalb einer annähernd 30 Meter mächtigen Travertin-Formation. Sie liegt 15 Meter über dem heutigen mittleren Meeresspiegel und rund 250 Meter von der heutigen Küstenlinie entfernt. Obwohl der Meeresspiegel während der jüngeren Zwischeneiszeiten deutlich höher war als heute, befand sich die Höhle auch in diesen Zeiten über dem Meeresspiegel, so dass keiner der in ihr erhaltenen stratigrafischen Fundhorizonte durch natürlichen Eintrag aus dem Mittelmeer entstanden ist. Die Höhle wird seit 1989 erforscht.
In der Bajondillo-Höhle können insgesamt 20 archäologische Fundschichten unterschieden werden. Deren Stärke beträgt 5,40 Meter; sie decken eine Zeitspanne von rund 7000 Jahren bis rund 150.000 Jahren vor heute ab, und die Mehrzahl davon enthält Hinweise auf eine Nutzung zunächst durch Neandertaler und später durch anatomisch moderne Cro-Magnon-Menschen (Homo sapiens). Nachgewiesen wurden unter anderem Holzkohle und bearbeiteter Feuerstein.
Aus der zweitältesten Fundschicht (Bj19) wurden zahlreiche Steinwerkzeuge vom Typ Levallois geborgen sowie diverse Schalen von Muscheln und Schnecken, die dem Neandertaler zuzuschreiben sind und als die bisher ältester Beleg für den Verzehr von Mollusken durch Neandertaler gelten.
Einer 2019 publizierten Studie zufolge kam es bereits ab annähernd vor 45.000 bis 43.000 Jahren vor heute (cal BP) zu einer ausschließlichen Nutzung der Höhle durch anatomisch moderne Menschen, also lange vor dem als Heinrich-Ereignis 4 bezeichneten Kälteeinbruch vor – neuerer Datierung zufolge – 40.200 bis 38.300 Jahren (cal  BP). Diese Datierung per Radiokarbonmethode wurde dahingehend interpretiert, dass Südwesteuropa ähnlich früh von Homo  sapiens besiedelt wurde wie Mitteleuropa.

## Belege
1. ↑   Miguel Cortés-Sánchez et al.: Earliest Known Use of Marine Resources by Neanderthals. In: PLOS ONE. Band 6, Nr. 9, e24026, 2011, doi:10.1371/journal.pone.0024026.
2. ↑  Miguel Cortés-Sánchez, Francisco J. Jiménez-Espejo, María D. Simón-Vallejo, Chris Stringer et al.: An early Aurignacian arrival in southwestern Europe. In: Nature Ecology & Evolution. Online-Publikation vom 21. Januar 2019, doi:10.1038/s41559-018-0753-6.
 A surprisingly early replacement of Neanderthals by modern humans in southern Spain. Auf: eurekalert.org vom 21. Januar 2019.

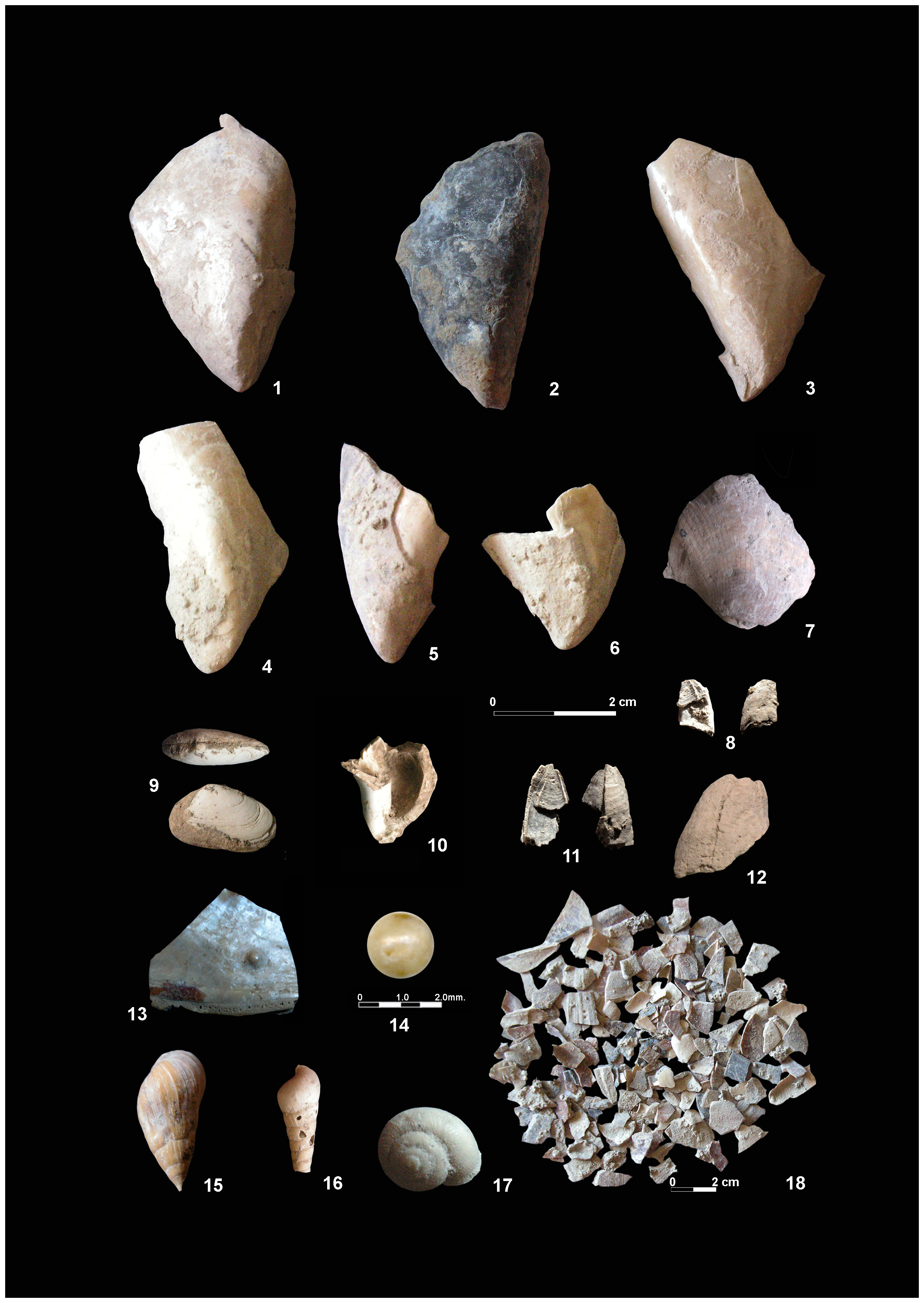
Mollusken aus der Fundschicht Bj19: Mytilus galloprovincialis (1–6), Glycymeris spec. (7), Balanus trigonus (8, 11–12), Donacilla cornea (9), Stramonita haemastoma (10), Perlen von M. galloprovincialis (13–14), Melanopsis laevigata (15), Rumina decollate (16), Iberus marmoratus (17) und Fragmente von M. galloprovincialis (18).
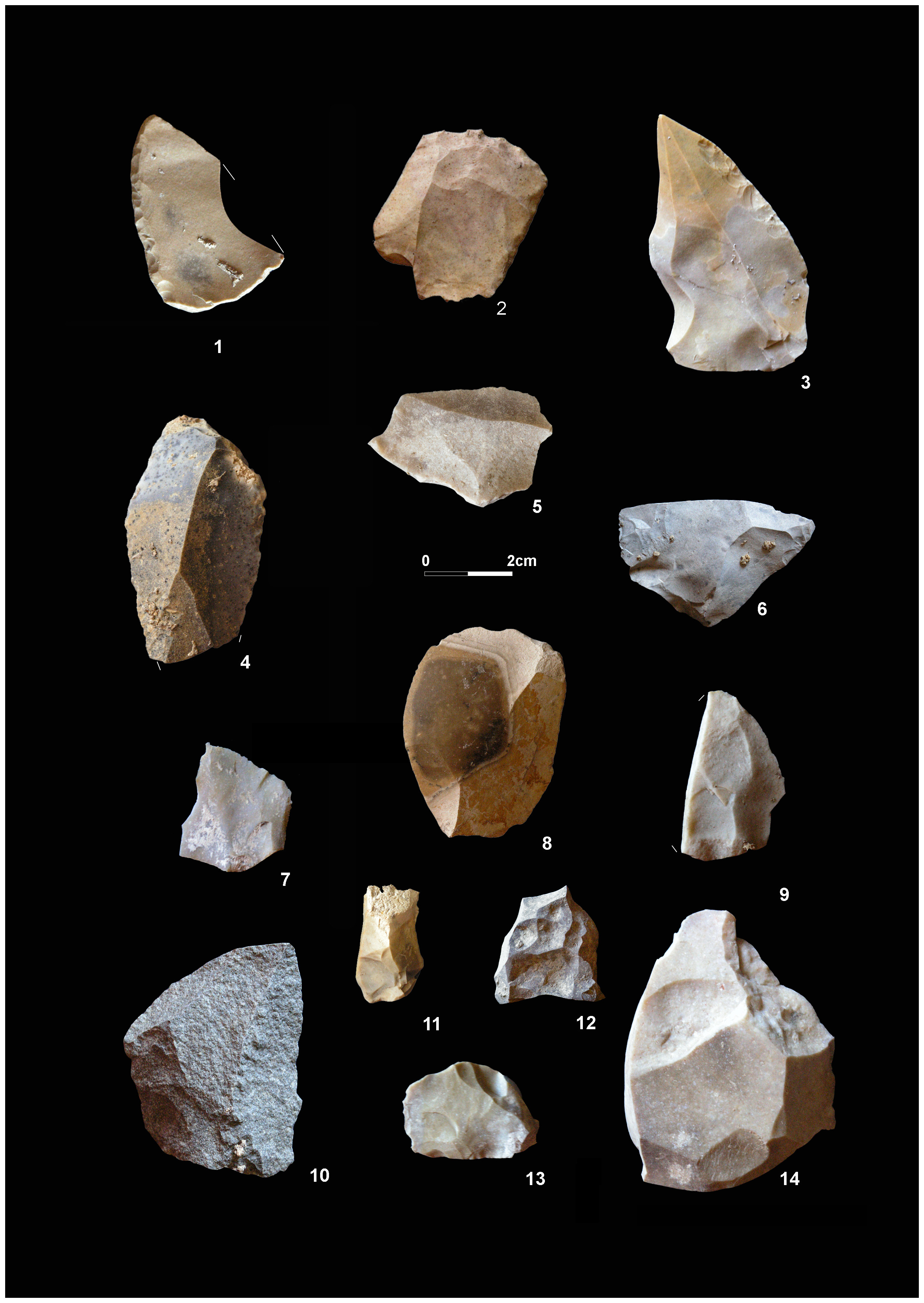
Bearbeitetes Steingerät aus der Fundschicht Bj19: Feuerstein (1–13), Quarzit (14).

Koordinaten: 36° 37′ 19,1″ N, 4° 29′ 59,8″ W